# Utricularia uliginosa
Utricularia uliginosa — вид рослин із родини пухирникових (Lentibulariaceae).

## Біоморфологічна характеристика

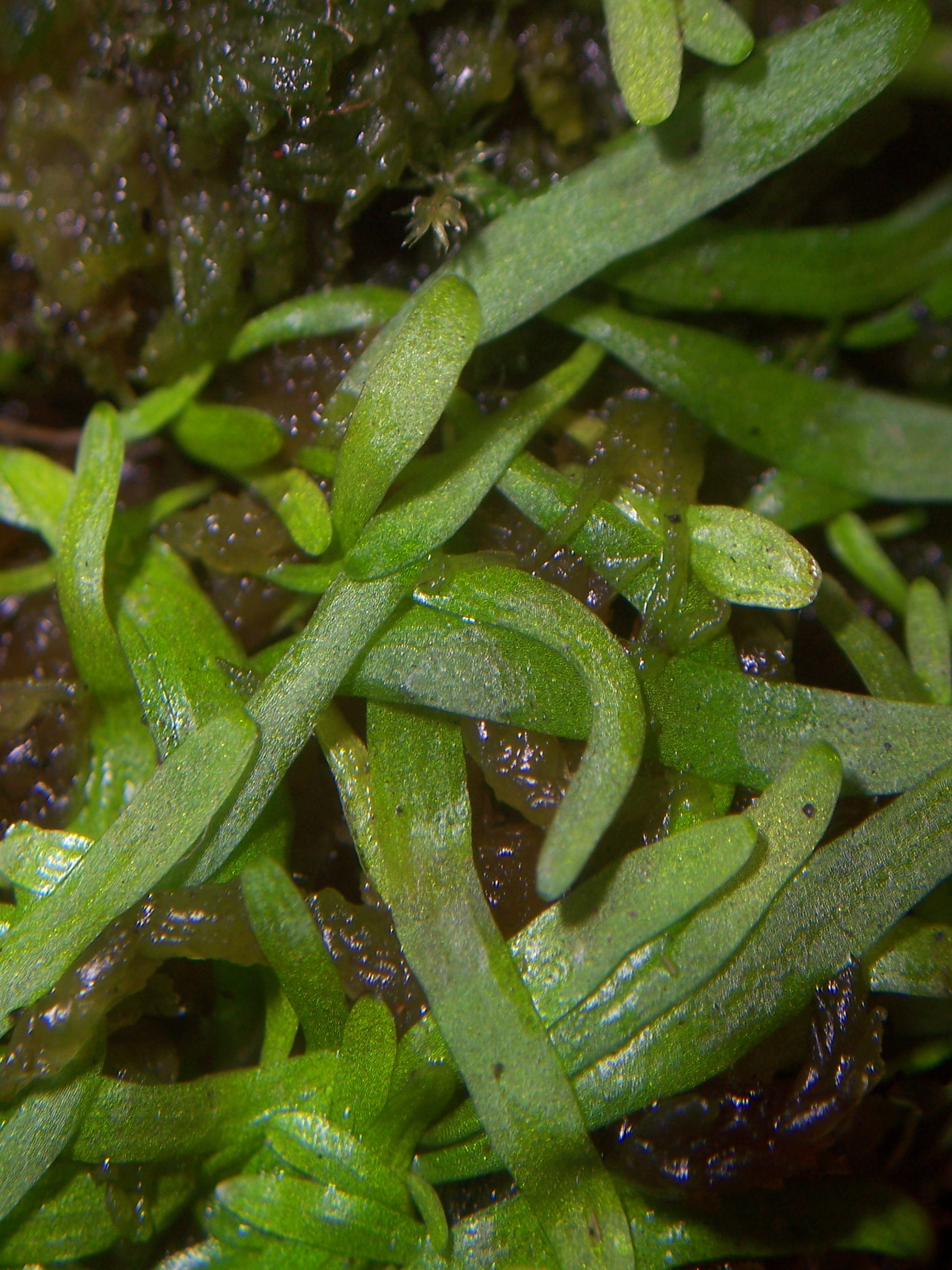
листки

Це однорічна наземна рослина. Ризоїди і столони капілярні, розгалужені. Пастки на ризоїдах, столонах і листках, на ніжках, кулясті, 1–1.5 мм, залозисті. Листки мало чи численні, у столонових вузлах, голі; пластина від лінійної до вузько-зворотно-яйцюватої, 25–45 × 1.5–6 мм, плівчаста, основа послаблена на ніжці, край цільний, верхівка від закругленої до гострої. Суцвіття прямовисні, 3–12 см, 1–10-квіткові, голі. Частки чашечки від широко-яйцюватих до майже круглих, 2.5–5 мм, край дрібнозубчастий; нижня частка трохи менша за верхню. Віночок бузковий, фіолетовий чи білий, 3–7 мм. Коробочка яйцювата, 2–4 мм. Насіння субкулясте, 0.3–0.4 мм у діаметрі.

## Поширення
Цей вид росте на півдні й південному сході Азії (Бангладеш, Камбоджа, Китай [Юньнань, Гуандун, Хайнань], Гонконг, Індія, Індонезія, Японія, Лаос, Малайзія, М'янма, Нова Каледонія, Папуа-Нова Гвінея, Шрі-Ланка, Тайвань, Таїланд, В'єтнам), в Австралії.
Зростає на рисових полях, болотах, на берегах річок і вологому піску — будь-якому постійному джерелі прісної води.